# Valeriana nelsonii
Valeriana nelsonii är en kaprifolväxtart som beskrevs av Jesse More Greenman. Valeriana nelsonii ingår i släktet vänderötter, och familjen kaprifolväxter. Inga underarter finns listade i Catalogue of Life.